# Satmar (chasidská dynastie)

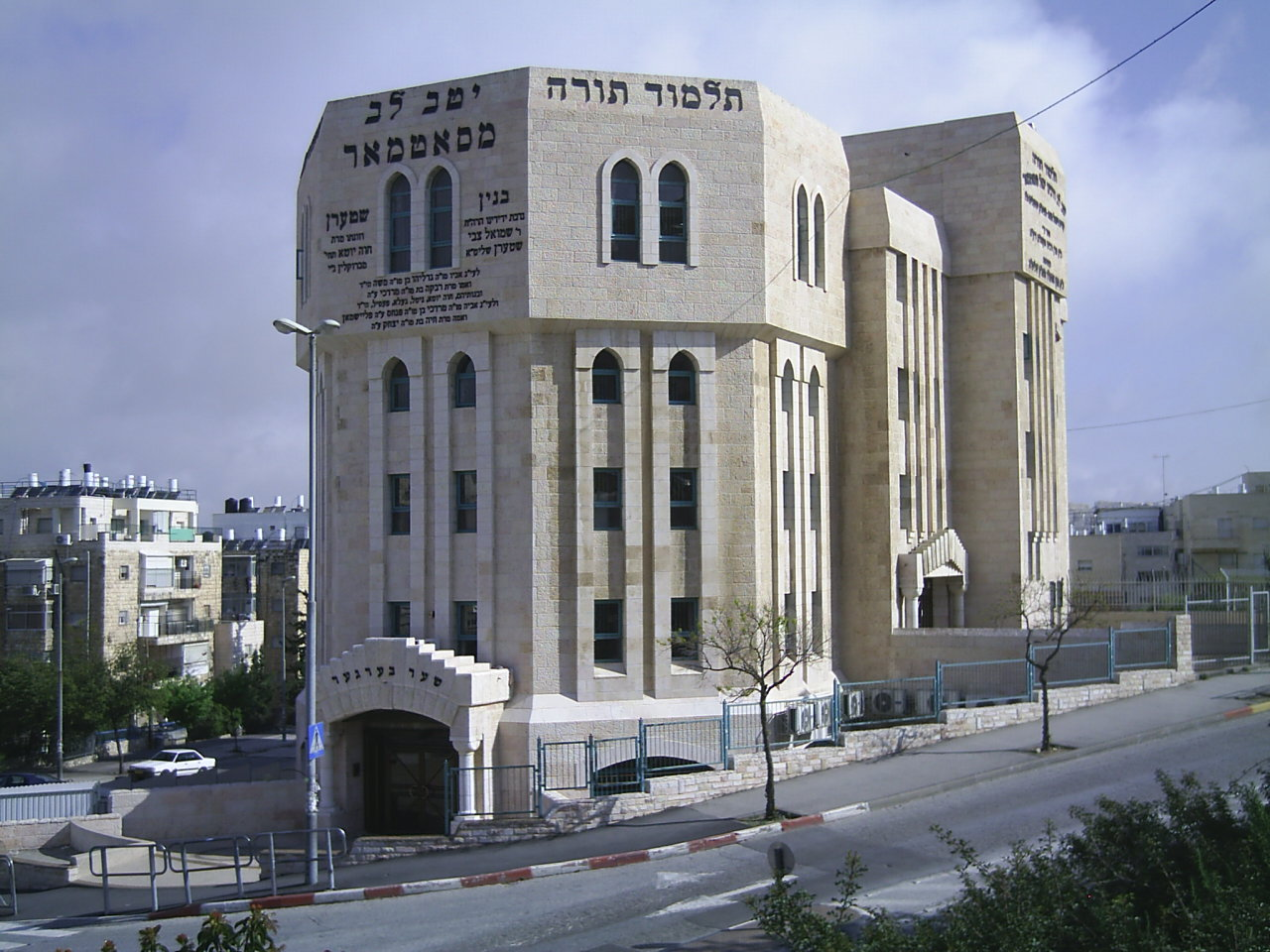
Satmarská škola a ústředí v Jeruzalémě.

Satmar (hebrejsky Chasidut Satmar, חסידות סאטמאר) je chasidské hnutí skládající se především z potomků maďarských a rumunských židů.

## Historie
Dynastii založil maďarský rabín Joel Teitelbaum, který byl rabínem ve městě Szatmárnémeti, (nyní Satu Mare v Rumunsku, v jidiš Satmar).
Největší komunity satmarských chasidů jsou v současnosti ve Williamsburgu v Brooklynu a Kiryas Joel ve Spojených státech. Velké komunity jsou též v brooklynské části Borough Park. Menší komunity se nacházejí v Los Angeles, Montrealu a Torontu, Antverpách, Londýně a Manchesteru, v Jižní Americe, Austrálii a Izraeli.
Satmar je jedna z největších a nejvlivnějších chasidských dynastií, odhadovaný počet členů hnutí je kolem 130 000 lidí a díky velké porodnosti se stále zvyšuje. Toto číslo nezahrnuje některé menší komunity, které se k satmarskému hnutí připojily. Satmarská dynastie je známá jako hlavní odpůrce sionismu mezi ultraortodoxními židy.

## Původ jména
Původní maďarské jméno města bylo Szatmár. Toto jméno se poprvé objevuje r. 1213 jako "Zotmar". Původně bylo odvozeno z vlastního jména. Rumunské jméno znělo původně Sátmar, ale roku 1925 bylo oficiálně změněno na Satu Mare, což znamená rumunsky „Velká vesnice“.
Podle lidové etymologie, kterou tradují i členové samotného satmarského hutí, pochází jméno Szatmár a Satu Mare ze Santa Maria,tj. Svatá Maria. Mnozí příslušníci chasidského hnutí, včetně Joela Teitelbauma, proto občas nazývali město „Sakmar“, aby se vyhli vyslovování „pohanského“ jména. Většina chasidů ovšem dnes užívá jméno „Satmar“.

## Postoj k ženám a jejich vzdělání
Ultraortodoxní satmarští chasidé jsou přesvědčeni, že muž má zajistit rodinu a žena pečovat o děti a domácnost. V srpnu 2016 vedení hnutí zakázalo ženám ze svých řad studium na univerzitách. Pokud se pro něj rozhodnou, budou vyobcovány. Vzdělání žen hnutí považuje za nebezpečné a odporující Tóře.

## Rodopis satmarských rabínů
- Jisra'el ben Eli'ezer Ba'al Šem Tov (1698-1760), zakladatel chasidského hnutí
- jeho žák Dov Ber z Meziřiče (1710-1772), Magid z Meziřiče
- jeho žák Elimelech z Ližensku (1717-1786), Noam Elimelech
- jeho žák Ja'akov Jicchak z Lublinu (1745-1815), Zřec z Lublinu

- 1. jeho žák, Rebe Moše Teitelbaum I. z Újhely (1759-1841), Jismach Moše
  - 2. jeho syn, Rebe Eluzer Nisan Teitelbaum z Drubiče (1786-1854)
    - 3. jeho syn, Rebe Jekusiel Jehuda Teitelbaum I. ze Sighetu (1808-1883), Jetev Lev
      - 4. jeho syn, Rebe Chananja Jom Tov Lipa Teitelbaum zeSighetu (1836-1904), Kedušas Jom Tov
        - 5. jeho nejstarší syn Rebe Chajim Cvi Teitelbaum zeSighetu (1884-1926), Acej Chajim
        - 5. jeho nejmladší syn Rebe Joel Teitelbaum (1887-1979), Satmarer Rebe, autor Divrej Jo'el a Va-jo'el Moše
          - 6. Rebe Jekusiel Jehuda Teitelbaum II. zeSighetu (1911-1944), syn Chajima Cviho Teitelbauma
          - 6. Rebe Moše Teitelbaum II. (1914-2006), autor Berach Moše; syn Chajima Cviho Teitelbauma
            - 7. Rebe Aharon Teitelbaum (1947), současný Satmarer Rebe, Kiryas Joel; nejstarší syn Mošeho Teitelbauma II.
              - 8. Rabi Menachem Mendel Teitelbaum (1967), rabín satmarské komunity ve Williamsburgu, nejstarší syn Aharona Teitelbauma
              - 8. Rabi Chajim Cvi Hirš Teitelbaum (1976)
              - 8. Rabi Joel Teitelbaum (1984)

            - 7. Rebe Chananja Jom Tov Lipa Teitelbaum, druhý syn Mošeho Teitelbauma II.
            - 7. Rebe Jekusiel Jehuda (Zalman Lejb) Teitelbaum (1952), současný satmarský rebe ve Williamsburgu
              - 8. Rabi Chajim Cvi Teitelbaum, rabín satmarské kongregace v Jeruzalémě
              - 8. Rabi Ja'akov Dov Ber Teitelbaum

            - 7. Rabi Šulom Eli'ezer Teitelbaum
            - 7. Rabi Duvid Dov Beriš Meisels
              - 8. Rabi Chajim Cvi Meisels, vůdce následovníkl Aharona Teitelbauma v Bnej Brak.
              - 8. Rabi Mordechaj Aharon Meisels

            - 7. Rabi Duvid Meisels, Montreal.
            - 7. Rebe Chajim Jehošua Halberstam, Monsey